# منظمة متعددة الأبعاد
تكون المنظمة متعددة الأبعاد إذا تلاحقت أهدافها في آنٍ واحد، من خلال أبعاد متعددة (المنتَج، المنطقة، الحساب، شرائح السوق).

## مقدمة
تعرض المنظمة المتعددة الأبعاد التالية:
1. تُقدَم تقارير الأداء العام للشركة في وقتٍ واحد، وعلى أبعادٍ ومستوياتٍ متعددة،
2. ولكل بعد من هذه الأبعاد مديرًا هو المسئول عن مساهمة البعد الخاص به في الأداء العام،
3. يعتمد هؤلاء المديرون على بعضهم البعض من أجل الموارد المطلوبة، و
4. هؤلاء المديرون مسئولون جميعًا عن الأداء العام.

## تحديد الخصائص
- يعد العميل محور الربح في نظام محاسبة المنظمة، وليس المنتَج أو المنطقة، كما هو شائع في منظمات الوحدة الواحدة.
- تعود ملكية بيانات المعاملات للمكتب المركزي للشركة، وليس للوحدات أو المناطق.
- تتاح المعلومات الخاصة بأداء الشركة، وخاصةً موقفها مع العملاء، لكافة المديرين في مختلف الأبعاد (في غياب عدم تماثل المعلومات).
- خلافًا لمنظمات الوحدة الواحدة، يتم تنظيم فرص السوق والموارد في إطار مسؤوليات منفصلة، لتفادي السلوك الذي يعمد لتجنب المخاطرة، فيما يتعلق بالفرص المتاحة في السوق.

## السبب
يرجع السبب الأساسي في صعود المنظمة المتعددة الأبعاد إلى انخفاض تكلفة استخدام المعلومات الأمر الذي يؤدي إلى شروع العملاء في التصرّف بطرقٍ متعددة الأبعاد طبقًا لتفضيلاتهم، ويتمثل ذلك في طرق اختيار البضائع والخدمات وشرائها، واستخدامهم قنوات التوزيع، إلخ. وللاستجابة لهذا التنوع المتزايد في سلوك العملاء، سواء لدى العملاء الخاصين وبين الشركات، تحتاج الشركات إلى زيادة تنوعها الداخلي.
وتجد كذلك المنظمات متعددة الأبعاد حلولاً لظهور الإستراتيجيات متعددة الأبعاد، والتي لا تسعى الشركات من خلالها فقط إلى الهيمنة السوقية والكفاءة المطلقة، ولكن أيضًا تحتاج للاستفادة من اقتصاديات الحجم.

## المقارنة مع الأشكال الأخرى للمنظمة
تعد المنظمة المتعددة الأبعاد شكلاً جديدًا من المنظمات، بمقارنته مع النموذج يو، والنموذج إم والنموذج إتش. وهي تتجاوز قيود النموذج إم أو المنظمة المتعددة الوحدات، وكذلك مشكلات منظمة المصفوفات. ومن الأمثلة على الشركات ذات التنظيم متعدد الأبعاد: آي بي إم، وميكروسوفت، وإيه إس إم إل.

### مقارنة مع منظمة المصفوفات
يمكن تلخيص الاختلافات بين المنظمة المتعددة الأبعاد ومنظمة المصفوفات على النحو التالي:
| منظمة المصفوفات                                    | منظمة متعددة الأبعاد |
| -------------------------------------------------- | --- |
| قد يكون لشخصٍ واحد رئيسان، ولكلٍ منهما أهدافه الخاصة | يعمل عدد محدود من المديرين طيلة الوقت، ويعمل معظم العمال خلال مستويات مختلفة تتدرج بتسلسلٍ هرمي، ويشترك جميع المديرين في تحدٍ واحد وهو أداء الشركة مع العميل س. |
| تمثل المنتجات والمناطق محاور الربح                 | العميل هو محور الربح |
| تعود ملكية بيانات المعاملات للمناطق                | تعود ملكية بيانات المعاملات لمقرات الشركة |
| لا تتم مشاركة المعلومات الخاصة بأداء الشركة        | تتم مشاركة المعلومات المستمدَة من مصادر موثوقة عن أداء الشركة، عند تماثل المعلومات                                                                             |
| يوجد نقل للأسعار بين أبعاد الشركة                  | لا يوجد نقل للأسعار بين أبعاد الشركة |
| لا توجد عملية إدارة سليمة للتخطيط والرقابة         | عملية إدارة واضحة، تعطى الأولوية للبعد الأكثر أهمية |
| قائم على النموذج الاقتصادي لتنظيمات الوحدة الواحدة | قائم على نموذج اقتصادي يهدف للاستفادة من الأصول المعنوية للشركة المتكاملة                                                                                     |

### بالنسبة لتخطيط موارد المؤسسات (ERP)
تستلزم المنظمة متعددة الأبعاد متطلبات محددة بشأن تسجيل التعاملات في نظم تخطيط موارد المؤسسات، وتتضمن الابتعاد عن النموذج التقليدي لحوكمة تكنولوجيا المعلومات في تخطيطات تكنولوجيا المعلومات التجارية. و حالياً تحتاج جميع المعاملات التجارية للتسجيل وليست متعددة الأبعاد منها فقط، مما يسمح بظهور العديد من صور الاتحاد التجاري في آن واحد. ويحتاج التسجيل، بصفة خاصة، إلى الحيادية، فيما يتعلق بنماذج العمل التجارية. يتراوح العمر التقني لنظم تخطيط موارد المؤسسات ما بين خمس إلى عشر سنوات، بينما تستمر نماذج العمل التجارية من ثلاث إلى خمس سنوات.

## الجيل الجديد من العمال
تمثل المنظمات المتعددة الأبعاد الحل بالنسبة للجيل الجديد من العمال. يلبي الشكل الجديد على وجه الخصوص رغبات جيل قراصنة الحاسوب. وجيل الألعاب. بينما قد يواجه الجيل الأقدم من العمال، وخاصةً المدربين والمختارين للعمل في منظمة الوحدات المتعددة، صعوبات شديدة مع الشكل الجديد للمنظمة.
تمت مناقشة فكرة المنظمة متعددة الأبعاد في بداية السبعينيات. وتطلب الاندماج بين التدني في تكاليف المعلومات، وتطوير الأسواق الحيوية المتعددة الأبعاد، وجيل جديد من العمال والمديرين، من أجل هذه النقلة النوعية في أشكال المنظمة.